# Masao Yagi
Masao Yagi (jap. 八木 正生, Yagi Masao, * 14. November 1932 in Tokyo; † 4. März 1991) war ein japanischer Jazzpianist, Arrangeur und Filmkomponist.

## Wirken
Masao Yagi arbeitete ab den 1950er-Jahren in der Tokioter Jazzszene; 1957 entstanden erste Plattenaufnahmen (Jazz Message from Tokyo, mit Sadao Watanabe, Tatsurō Takimoto, Kanji Harada). 1958 spielte er bei George Kawaguchis Big Four Plus One. Mitte 1960 nahm er mit seinem Album Plays Thelonious Monk (King Records) die erste LP mit Monk-Kompositionen außerhalb der Vereinigten Staaten auf. An dem Album waren  Sadao Watanabe, Akira Nakano, Masanaga Harada  und Sadakazu Tabata beteiligt. Der Erfolg der Platte machte Monks Kompositionen in Japan bald populär; im Gegenzug nahm Monk selbst eine japanische Komposition namens „Kōji No Tsuki“ (Moon over the Desolate Castle) auf.
In den 1960er-Jahren spielte Yagi u. a. mit Charlie Mariano und Hidehiko Matsumoto (Jazz Inter-session, 1964) und Helen Merrill; außerdem war er Mitglied (u. a. mit Masanaga Harada und Akira Miyazawa) der Swing Journal All Stars '67. In den folgenden Jahrzehnten arbeitete er u. a. mit Nobuo Hara, Yōsuke Yamashita, Hiroshi Ozaki, Harumi Kaneko und Yoshiko Goto. Ferner betätigte er sich ab den frühen 1960er-Jahren als Filmkomponist für Spielfilme und TV-Serien wie Ashita no Joe (1968–73), Kin Ping Meh – Chinesischer Liebesreigen (1969, Regie Kôji Wakamatsu), Tokugawa – Gequälte Frauen (1968) Tokugawa II – Das Freudenhaus von Nagasaki (1969), Tokugawa III – Im Rausch der Sinne,  (1969, Regie Teruo Ishii) oder Giganten der Vorzeit (1977).
Der Diskograf Tom Lord listet seine Beteiligung im Bereich des Jazz von 1957 bis 1985 bei 26 Aufnahmesessions.

## Diskographische Hinweise
- Modern Jazz Blue Mood (Columbia, 1965), mit Norihiko Kitazato, Akira Miyazawa, Toru Konishi, George Ōtsuka
- Inga (King, 1978), mit Shin Kazuhara, Shigeo Suzuki, Akira Miyazawa, Kiyoshi Sugimoto, Kunimitsu Inaba, Michio Nagoaka, Hideo Yamaki, Osamu Nakajima

## Lexikalischer Eintrag
- Yozo Iwanami, Kazunori Sugiyama. Masao Yagi. In: Barry Kernfeld (Hrsg.): The New Grove Dictionary of Jazz. 2. Auflage. Grove’s Dictionaries, New York 2002, ISBN 1-56159-284-6.